# José Emilio Visca
José Emilio Visca (n. 11 de febrero de 1899) fue un periodista, político y  diputado nacional argentino hijo de Emilio Visca y Bartolina A. Moreyra, que militó inicialmente en el Partido Demócrata Nacional y luego en el Partido Peronista. Fue director de los periódicos El Debate y La Tribuna de la ciudad de Zárate y presidente de la comisión parlamentaria conocida como Comisión Visca que dispuso numerosos allanamientos y clausuras de medios de prensa.

## Comienzo de su carrera política
Visca comenzó su carrera política en el Partido Demócrata Nacional (conservador) y dirigió los periódicos El Debate y La Tribuna en Zárate. Ejerció como concejal e intendente interino en Zárate y Pergamino. En 1931, al celebrarse elecciones después del derrocamiento del presidente Hipólito Yrigoyen, fue elegido diputado provincial por ese partido para el período de 1932 a 1937, reelegido para el siguiente período —aunque renunció en 1937— y para el período 1938-1942.
Al formarse en 1945 la coalición que apoyaba la candidatura presidencial de Juan Domingo Perón se incorporó a ella y logró ser elegido como diputado nacional por la provincia de Buenos Aires por el período de 1946 a 1950, mandato que la Convención Constituyente —que también integró por el Partido Peronista— prorrogó por dos años más.

## La comisión investigadora
Visca mantuvo un desempeño más bien gris en la Cámara presidida sucesivamente por los odontólogos peronistas Ricardo Guardo durante 1946 y 1947 y Héctor José Cámpora desde 1948, hasta que se creó la comisión investigadora que fue conocida por su nombre. Los diputados radicales habían formulado en la Cámara de Diputados cuya mayoría pertenecía al Partido Peronista, numerosas denuncias de torturas aplicadas por la policía a opositores, y lograron que en 1949 se creara para investigarlas una comisión parlamentaria integrada tanto por diputados como por senadores, en cuya presidencia fue designado Visca. Una vez en funciones la comisión se dedicó a investigar medios de prensa que no respondieran al gobierno y realizar allanamientos tanto en ellos como en otros lugares.
La comisión conducida por Visca con la colaboración del diputado Rodolfo Decker comenzó por allanar las administraciones de los diarios La Nación, La Prensa y Clarín, las agencias de noticias United Press International y Associated Press, el Jockey Club de Buenos Aires, el Automóvil Club Argentino, el Banco de Londres y el Banco Francés del Río de la Plata. A quienes afirmaban que se había desnaturalizado la misión de la comisión, respondía en el recinto de la Cámara: "resulta incomprensible que se pretenda privar a la Cámara de Diputados de la facultad de investigar de dónde provienen los fondos de todos los diarios."
La comisión también dispuso clausuras con las excusas más insignificantes o esgrimiendo "razones de seguridad, higiene y moralidad" -incluso un baño en malas condiciones era suficiente causa- que alcanzaron al diario El Intransigente de la ciudad de Salta cuyo propietario David Michel Torino estaba preso desde 1948, las publicaciones comunistas La Hora y Orientación, La Nueva Provincia de Bahía Blanca, La Verdad de Quilmes, La Unión de Lomas de Zamora, Castellanos de Rafaela, La Capital de Rosario, Los Principios de Córdoba, Los Andes de Mendoza, El Liberal de Santiago del Estero, Democracia de Junín que dirigía Moisés Lebensohn, La Opinión de Pergamino y La Tierra, una vieja publicación de la Federación Agraria Argentina. Fueron alrededor de 70 los periódicos clausurados, todos ellos medios independientes del Gobierno.
También clausuraron la organización de derechos humanos Liga Argentina por los Derechos del Hombre, una entidad que solía denunciar la represión del gobierno, la Asociación de Abogados de Buenos Aires, las Bodegas Arizu y LR3 Radio Belgrano y secuestraron libros, como América Latina: Un país de Jorge Abelardo Ramos.
Las medidas relativas a la prensa se completaron con la intervención de las existencias de papel de diario, de cuya adjudicación a los periódicos se hizo cargo el gobierno, por lo cual las publicaciones y sus directores debían solicitarle su entrega, que en algunos casos se autorizaba día a día, sometiendo a los responsables a un trato humillante. De todos modos, las publicaciones independientes debieron reducir drásticamente su tirada y el número de páginas.

## Otras actuaciones
Durante una sesión de la Cámara Visca hablaba de la compra de los ferrocarriles cuando el diputado radical Arturo Frondizi le pidió una interrupción y le preguntó a qué se debía la diferencia de precio en moneda nacional entre los contratos firmados y el mensaje del Poder Ejecutivo. Visca comenzó a dar vueltas sin responder a la pregunta - cuya respuesta, obviamente, no sabía, en tanto Frondizi lo siguió acosando y finalmente le dice si la diferencia no se debería a que las libras se habían tomado, en los contratos, en su valor comprador, y en el mensaje presidencial, por su valor vendedor, lo cual era la explicación correcta. Entonces Visca, sin inmutarse y ante las carcajadas de todos, disipa el efecto de la precisión del diputado opositor apuntando: 'quiere decir que usted, que siempre habla de lo que no sabe, ahora pregunta lo que sabe...".